# Ingo Springenschmid

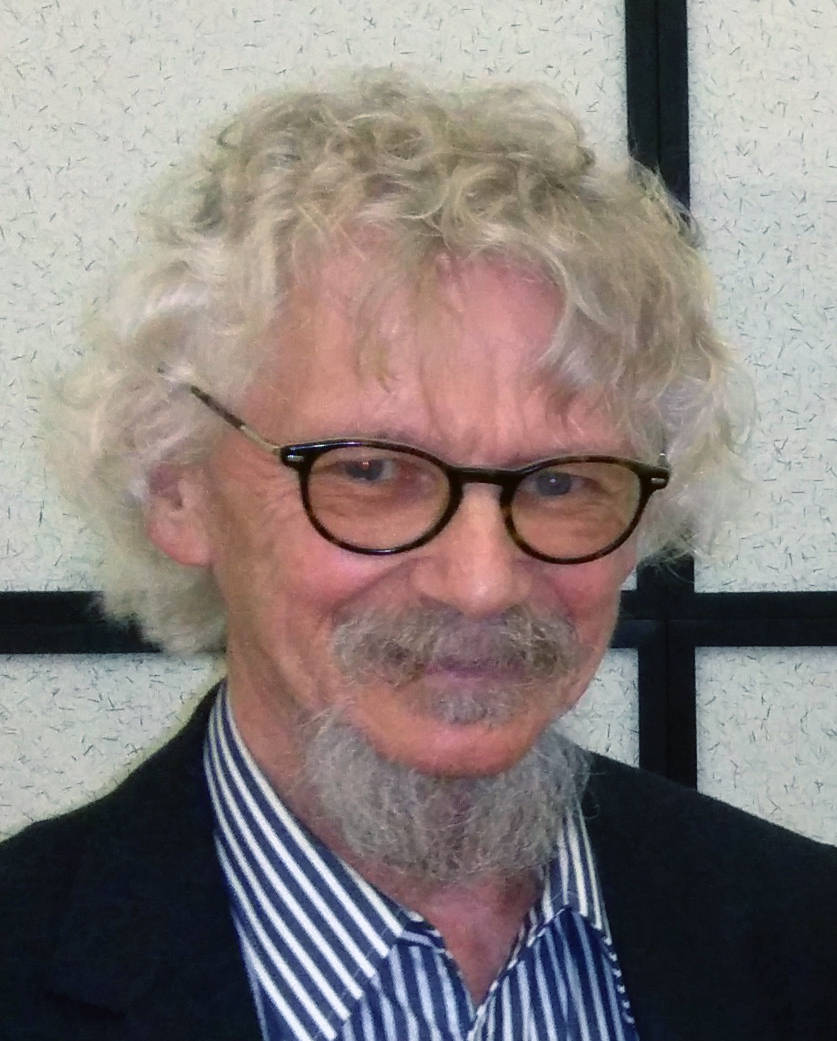
Ingo Springenschmid, 2014

Ingo Springenschmid (* 22. September 1942 in Salzburg; † 30. Oktober 2016 in Bregenz) war ein österreichischer Künstler und Schriftsteller.

## Leben
Springenschmid studierte von 1959 bis 1964 an der Kunstschule der Stadt Linz und an der Akademie der bildenden Künste Wien. Von 1967 bis 1970 war er als Mitarbeiter und Assistent an der grafischen Versuchswerkstatt und an der Salzburger Sommerakademie (Lithografie) tätig. Seit den 1970er Jahren lebte er in Vorarlberg, wo er am Bundesgymnasium und Bundesrealgymnasium Bludenz bis ins Jahr 2000 als Kunstpädagoge unterrichtete. Er engagierte sich als Förderer junger Talente – seit 2022 wird, in Zusammenarbeit mit dem Theater Kosmos, ein nach ihm und seiner Frau Ingeborg Springenschmid benannter Dramatikerpreis (Ingo & Ingeborg Springenschmid Preis) vergeben.
Von 1989 bis 2001 und von 2003 bis 2005 leitete Springenschmid die Galerie allerArt in Bludenz, an deren Gründung er auch maßgebend beteiligt war. Literarisch publizierte er seit 1973.
Er war Vorstandsmitglied der Vorarlberger Berufsvereinigung Bildender Künstler.

## Veröffentlichungen
- Tische. Maximen und Ausreden. Dornbirn, Vorarlberger Verlagsanstalt, 1973.
- Pattstellung. Linz, Edition Neue Texte, 1987.
- Parallelstrategien. Bludenz, Eigenverlag, 1992.
- Kap. Texte. Bludenz: Freipresse o. J. [1996].
- sonders & samt. Linz / Wien, Edition Blattwerk, 1997.
- Kunst zu Lesen. Bregenz, Berufsvereinigung der bildenden Künstler Vorarlberg, 2002.
- Zu Fall und Stelle. Wien, Klever, 2012.

## Künstlerisches Werk
Springenschmid arbeitete vor allem an der Schnittstelle zwischen Bildender Kunst und Literatur durch Visualisierungen von Texten und dem Vertexten von Bildern. Daneben schrieb er auch zahlreiche Essays und kunsttheoretische Werke. Seine Werke wurden in zahlreichen Ausstellungen in Vorarlberg, Salzburg, Wien, Basel, St. Gallen, Düsseldorf und New Orleans gezeigt.

## Auszeichnungen
- 2013 Internationaler Kunstpreis des Landes Vorarlberg[3]